# Eastern Visayas
Eastern Visayas (dt.: östliche Visayas; Tagalog: Silangang Kabisayaan) oder Region VIII ist eine Region der Philippinen.
Die Region umfasst die östlichen Inseln der Visayas-Gruppe und besteht aus sechs Provinzen: Biliran, Eastern Samar, Leyte, Northern Samar, Samar und Southern Leyte.
Das Verwaltungszentrum befindet sich in Tacloban City, einer von vier Städten auf der Insel Leyte. Dagegen gehört Calbayog City, eine der beiden Städte in der Provinz Samar, zu den ältesten Städten des gesamten Inselstaates.

## Geographie
Die Region Eastern Visayas umfasst die beiden großen Inseln Samar und Leyte, die Inselprovinz Biliran sowie einige weitere kleinere Inseln in der Camotes-See, der Philippinensee, der Straße von Surigao und dem Golf von Leyte. Im Nordwesten separiert die Straße von San Bernardino das Bezirksgebiet von der Insel Luzon, während die Straße von Surigao die Insel Leyte vom nordöstlichen Teil Mindanaos trennt. Die San-Juanico-Straße wiederum verläuft zwischen den beiden Inseln Leyte und Samar. Im Westen wird die Region von der Camotes-See und der Visayas-See begrenzt, im Osten erstreckt sich der Pazifische Ozean.
Die Topologie der beiden großen Inseln ist absolut verschieden. Leyte ist in ihrem Inland von Bergzügen und einigen ausgedehnten Ebenen durchzogen, während Samar von niederen Hügelketten und Tälern durchsetzt ist.
Die Gesamtfläche der Region beträgt 21.431,6 km². 52 % ist hierbei als Waldgebiet und 48 % als Nutzfläche klassifiziert.

## Demographie, Sprache und Religion

### Demographie
In der Region leben insgesamt 4.440.150 Menschen (Stand: 2015). Der Bevölkerungsdurchschnitt liegt bei 168,5 Bewohnern pro km². Die Provinz Leyte besitzt mit 1.643.460 die höchste Einwohnerzahl, was etwa 48 % der Region ausmacht. Die Provinz Samar folgt mit 589.373 Menschen vor Northern Samar, Eastern Samar und Southern Leyte.
Die Region VIII ist hauptsächlich von der Volksgruppe der Waray-Waray besiedelt, der kulturell und linguistisch viertgrößten Volksgruppe der Philippinen. Der westliche Teil von Leyte, insbesondere das Gebiet um Ormoc City, ist dagegen die Heimat der Volksgruppe der Cebuanos, die in früheren Zeiten von der nahen Insel Cebu emigriert waren.
In der Provinz Biliran teilen sich die Volkszugehörigkeiten. So gehören die Bewohner des östlichen Teils mehrheitlich den Waray an, während der Rest der Kultur der Cebuanos zuzurechnen ist.

### Sprachen
Die weitläufig am meisten gesprochene Sprache auf Leyte und Samar ist das Lineyte-Samarnon Visayan, besser bekannt unter der Bezeichnung Wáray-Wáray. Auf nahezu der gesamten Insel Samar und in etwa 25 % des Gebietes des nördlichen Leyte verwendet die einheimische Bevölkerung diese Sprachform, wobei sich in den einzelnen Ortschaften verschiedene Abwandlungen entwickelt haben. Die Sprachen Boholano und Cebuano kommen vornehmlich in einigen Gebieten in dem nordwestlichen und dem nordöstlichen Leyte und fast im gesamten westlichen und dem südlichen Teil von Southern Leyte vor. Auf einigen anderen Inseln, wie auch auf Samar, wurden in der Vergangenheit Einwanderer aus Cebu und Bohol sesshaft. In Northern Samar haben sie sich vorwiegend in der Inselgemeinde San Vicente, in Teilen von San Antonio und in Almagro in Western Samar niedergelassen.
Auf der Insel Capul, an der nördlichen Spitze von Samar gelegen, sprechen die Menschen den Dialekt Abaknon, der der Sprache Sama zugeordnet wird. Historischen Erzählungen zufolge kamen die Vorfahren dieser Volksgruppe von den Balabac, einer Gruppe von Inseln im Süden Palawans. Sie verließen ihre Heimat und reisten zusammen mit ihrem Anführer Abak über das Meer, um der Dominanz der Moros zu entfliehen, die ihre Raubzüge von Mindanao aus immer weiter auf die Inseln der Visayas ausgedehnt hatten.

### Religion
Die absolute Mehrheit der Bevölkerung gehört dem Römisch-Katholischen Glauben an. An zweiter Stelle folgen die Anhänger der Aglipayan und die Evangelisten. Andere in der Region vertretene Religionsgemeinschaften sind die Iglesia ni Cristo, die Zeugen Jehovas und die Siebenten-Tags-Adventisten.
Die Landwirtschaft und die Fischerei stellen die Lebensgrundlage vieler Bewohner dar. Da ihre Kultur oftmals vom Aberglauben geprägt ist, vertrauen sie während der gesamten Anbausaison, von der Aussaat bis zur Ernte, rituellen Praktiken, die die Naturgeister und ihre Ahnen gnädig stimmen und ihnen eine fruchtbare Ernte bescheren sollen. Das Fischervolk erbittet in gleicher Weise den Beistand der Wassergeister, damit diese sie sicher begleiten und ihnen einen erfolgreichen Fang zuteilwerden lassen.

## Wirtschaft
Eastern Visayas ist eine primär agrarwirtschaftlich ausgerichtete Region, der von dem Anbau von Reis, Mais, Kokosnuss, Zuckerrohr und Bananen lebt. Das bedeutendste Exportprodukt ist hingegen die Abacafaser, die als Vor- oder Fertigprodukt ins Ausland vertrieben wird.
Die wesentlichen Einkommensquellen sind die Herstellung verschiedener Erzeugnisse, der Groß- und Einzelhandel sowie die Dienstleistung. Der Bergbau, die Landwirtschaft, die Fischerei und der Tourismus tragen erheblich zu der wirtschaftlichen Entwicklung dieser Region bei. Zu den ansässigen Firmen zählen Bergbauunternehmen, Düngemittelfabriken, Zuckerzentralen, Reis- und Weizenmühlen und andere Betriebe der Nahrungsmittelindustrie. Weiterhin sind die Erzeugung von Kokosnussöl, die Alkoholdestillation, die Getränkeherstellung und die Verarbeitung von Forstprodukten nennenswerte ökonomische Faktoren in Eastern Visayas. Es existieren in dieser Region zudem eine Reihe von handwerklichen Betrieben, die sich mit der Herstellung von Hüten, Körben, Webereiprodukten, der Metallverarbeitung, der Erzeugung von Keramiken, sowie der Fertigung dekorativer Erzeugnissen aus Holz, Muscheln oder Bambus beschäftigen.
Die Frauen von Basey auf Samar weben eine Vielzahl an komplex gestalteten Matten aus Schilfgras, die man als Tikog bezeichnet. Des Weiteren stellen sie eine kunstvoll verzierte Art von Matten her, die mit Blumen, Vögeln, Fischen und Meerjungfrauen geschmückt oder mit Szenen der lokalen Sagen- und Legendenwelt versehen sind. Anderes traditionelles Kunsthandwerk der Region wird in den Töpfereien von Tanauan, Leyte und Biliran, wie auch bei den Korbflechtern von Calbiga, Samar und Carigara in Leyte hergestellt.
Die ausgedehnten Küstenabschnitte aber auch die Wasserreservoirs und Flüsse im Inland bieten vielerlei Arten von Salz- und Frischwasserfischen und anderen Meeresprodukten. Die Region gehört zu den wichtigsten Exportregionen für Fische und Meeresfrüchte des gesamten Landes.
Auch mineralische Bodenschätze werden hier zu Tage gefördert. Die wichtigsten Mineralien sind Chromit, Nickel, Tonminerale, Kohle, Kalkstein, Pyrite, Sand und Kies. Zudem besitzen die Provinzen von Eastern Visayas ergiebige geothermale Energiequellen und große Ressourcen an Frischwasser, was der Entwicklung der Mittel- und Schwerindustrie in diesem Gebiet zugutekommt.

## Verwaltungsgliederung
Eastern Visayas ist politisch in 6 Provinzen untergliedert. Insgesamt gehören der Region 6 Städte und 137 eigenständig verwaltete Gemeinden an.
Diese sind wiederum unterteilt in insgesamt 4.390 Barangays (Ortsteile).
Die Region besteht in Summe aus 12 Kongress Bezirken.
| Provinz / Stadt | Hauptsitz       | Einwohner (2007) | Fläche (km²) | Einwohner (pro km²) |
| --------------- | --------------- | ---------------- | ------------ | ------------------- |
| Biliran         | Naval           | 150.031          | 555,4        | 270                 |
| Eastern Samar   | Borongan City   | 405.114          | 4.339,6      | 93,4                |
| Leyte           | Tacloban City   | 1.722.036        | 5.712,8      | 301,4               |
| Northern Samar  | Catarman        | 549.759          | 3.498,0      | 157                 |
| Samar           | Catbalogan City | 695.149          | 5.591,0      | 115                 |
| Southern Leyte  | Maasin City     | 390.847          | 1.734,8      | 225                 |

### Städte
| Stadt           | Provinz        | Einwohner (2007) | Fläche (km²) | Einwohner pro km² |
| --------------- | -------------- | ---------------- | ------------ | ----------------- |
| Borongan City   | Eastern Samar  | 59.354           | 562,9        | 105,4             |
| Baybay City     | Leyte          | 102,526          | 460,5        | 222,6             |
| Calbayog City   | Samar          | 163.657          | 903          | 181               |
| Catbalogan City | Samar          | 92.454           | 274,22       | 337               |
| Maasin City     | Southern Leyte | 71.163           | 211,7        | 336               |
| Ormoc City ¹    | Leyte          | 177.524          | 490,5        | 362               |
| Tacloban City   | Leyte          | 217.199          | 1009         | 215               |

¹ Ormoc City ist eine von der Provinz unabhängige Stadt. 

## Geschichte
Basierend auf geologischen Funden wird davon ausgegangen, dass die Inseln Mindoro, Luzon und Mindanao während des Eiszeitalters, dem Pleistozän (2 Millionen Jahre – 8000 Jahre vor Christus), mit Samar, Leyte und Bohol verbunden waren und zusammen eine einzige große Insel bildeten.
Ausgrabungen in den Sohoton-Höhlen in Basey, Samar, brachten Steinwerkzeuge ans Tageslicht, die in das Jahr 8500 v. Chr. zurückdatiert werden konnten. Andere Ausgrabungen entlang des Basey Rivers offenbarten weitere Steinwerkzeuge, die bis in das 13. Jahrhundert hinein Verwendung fanden.
Zwei kleinere Inseln der Region haben in der philippinischen Geschichte eine besondere historische Bedeutung: Die Insel Homonhon, die Eastern Samar angehört, war 1521 der erste Landungsplatz auf den Philippinen von Ferdinand Magellan, nachdem dieser mit seiner Flotte den Pazifik überquert hatte. Auf Limasawa, einer Inselgemeinde im Süden der heutigen Provinz Southern Leyte, zelebrierte er die erste Heilige Messe auf dem Archipel.
Die nächste von Spanien ausgesandte Expedition im Jahre 1565 wurde von Ruy López de Villalobos kommandiert, der der Insel Leyte den Namen "La Isla Filipina" zu Ehren des spanischen Kronprinzen Philipp II. gab. Eine Bezeichnung, die später auf den gesamten Archipel übertragen wurde. Leyte und Samar wurden zu Beginn der spanischen Herrschaft auf den Philippinen als eine einzige Provinz unter der Zuständigkeit von Cebu regiert. Ab 1768 verwaltete man die beiden Provinzen schließlich getrennt voneinander.
Die San Bernardino Straße zwischen Samar und Leyte bildete zu dieser Zeit den Zugangsweg für die spanischen Galeonen auf ihren Fahrten zu den Inseln des nördlichen Archipels. In dem Ort Palapag auf Northern Samar wurde ein Hafen der königlichen Kolonialmacht gegründet, um die Schiffe vor Wind und stürmischer See schützend ankern zu können. Im Jahre 1649 wurden Schiffbauer zu den Werften von Cavite berufen, um dort neue Galeonen und Barken anzufertigen. Im selben Jahr kam es auf Samar zu einem Aufstand einiger Rekruten unter der Führung von Sumuroy, die als eine der frühesten Revolten gegen die spanische Besatzung gilt.
Zu Beginn des 20. Jahrhunderts, inmitten des Philippinisch-Amerikanischen Krieges, errangen die Einwohner des Ortes Balangiga auf Samar einen kleinen, aber folgenreichen Sieg, als sie die in ihrem Ort stationierte C-Kompanie eines amerikanischen Bataillons attackierten und aufrieben. Der durch diese Aktion ausgelöste Vergeltungsfeldzug der Amerikaner kostet 60.000 Samarnons, darunter zahlreichen Zivilisten, das Leben.
Während des Zweiten Weltkrieges waren Leyte und Samar fundamentale Schauplätze im Pazifikkrieg. Am 20. Oktober 1944 gingen amerikanische Truppen unter der Führung von General Douglas MacArthur und des Präsidenten des Philippinischen Commonwealth Sergio Osmeña an Land. Am Red Beach in Palo, Leyte, betrat MacArthur selbst den Strand und rief dort den Beginn der Befreiung des philippinischen Inselstaates aus. Im Zuge der Schlacht um Leyte kam es in dem Gebiet des heutigen Regierungsbezirks Eastern Visayas zu der See- und Luftschlacht im Golf von Leyte, die noch heute als die größte Seeschlacht der Moderne gilt. Einige Wochen lang war die Ortschaft Tacloban das Hauptquartier der Commonwealthregierung und bildete somit faktisch die Hauptstadt der freien philippinischen Nation.

## Klima
Die östliche Abschnitte der Region werden immer wieder von Stürmen heimgesucht, die vom Pazifischen Ozean heraufziehen und die Gegend mehrmals im Jahr frequentieren. Das ganze Jahr über können auf den Inseln von Eastern Visayas heftige Regenfällen auftreten, ohne dass sich eine längere Trockenzeit ausprägen würde.

## Hochschulen
- Leyte Normal University
- Southern Leyte State University
- Visayas State University

## Inselgruppen in den Eastern Visayas
- Naranjo-Inseln
- Cuatro Islas
- Balicuartro-Inseln

## Inseln in den Eastern Visayas
| - Almagro Island - Biri Island - Calangaman Island - Camandag Island - Capinahan Island - Capul Island - Caygan Island - Dalupiri Island - Dalutan Island - Higatangan Island | - Karikiki Island - Libucan Daco Island - Maripipi Island - Sambawan Island - San Bernardino Island - Santo Niño Island - Tagapul-an Island - Homonhon-Insel |

## Sehenswürdigkeiten
- Der Samar Natural Park
- Das Gen. Douglas MacArthur Landing Memorial
- Die San-Juanico-Brücke
- Der Sto. Niño Shrine und das Kulturmuseum in Tacloban City
- Der Sohoton-Natural-Bridge-Nationalpark, in Basay
- Der Kuapnit-Balinsasayaw-Nationalpark
- Die San-Juanico-Straße
- Der Breakneck Ridge in Capoocan
- Die Insel Limasawa
- Panaon Island
- Die Kathedrale von Maasin
- Die Bangon-Bugtong-Fälle in San Joaquin
- Die Insel Kantikan (Pearl Island)
- Die Kirche La Inmaculada Concepcion steht auf der Vorschlagsliste der Philippinen zur Aufnahme in die UNESCO-Welterbeliste.